# Rali de Portugal de 2014

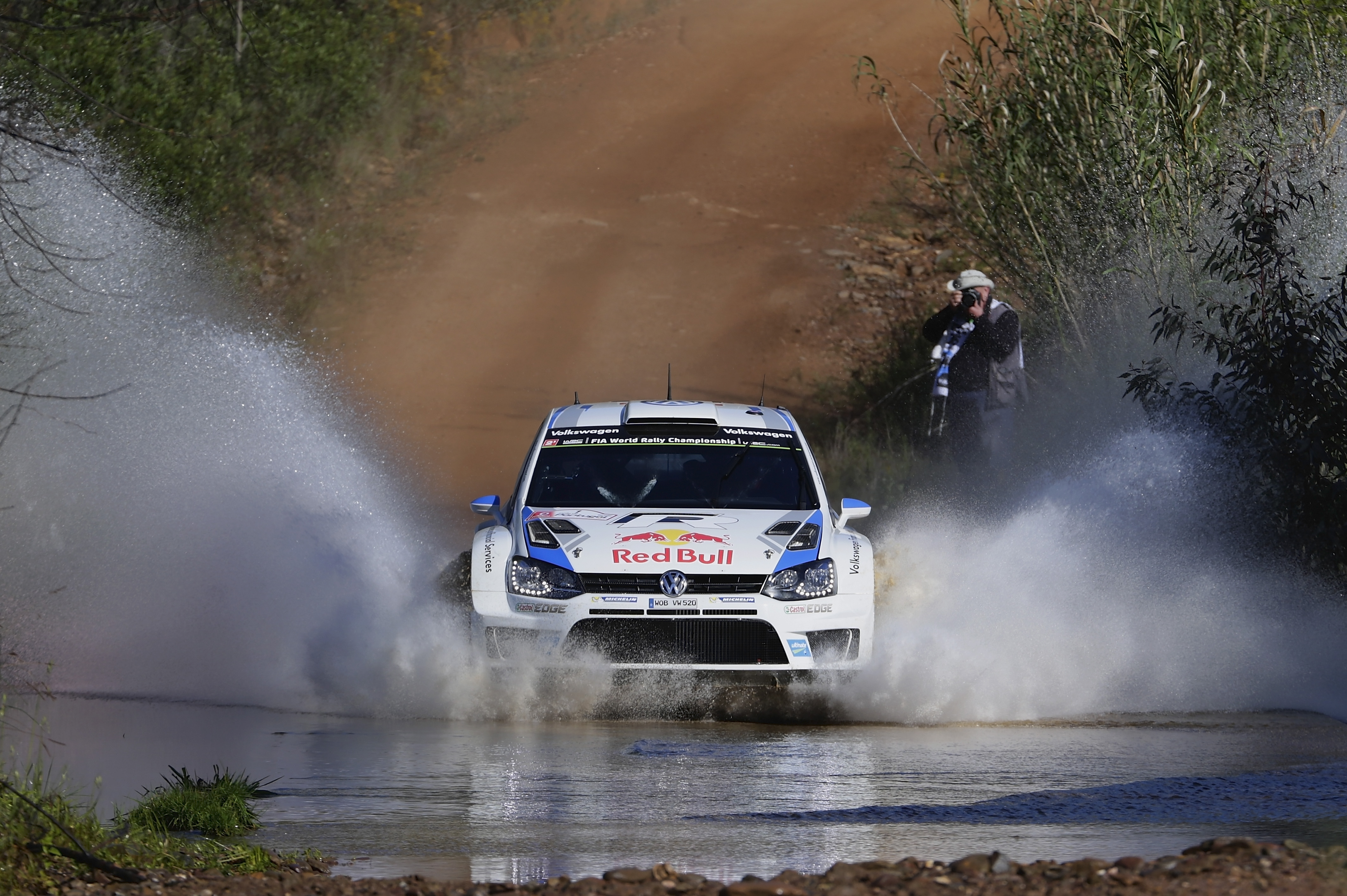
Sébastien Ogier no Rali de Portugal de 2014.

O Vodafone Rali de Portugal de 2014 foi a 4ª prova do Campeonato Mundial de Rali de 2014. O rali teve a sua base em Faro e iniciou-se a 3 de Abril terminando a 6 de Abril após 16 etapas classificativas totalizando 340 km de troços cronometrados incluindo uma super especial nas ruas de Lisboa, junto ao Mosteiro dos Jerónimos a 3 de Abril. A prova foi ganha pelo 3º ano consecutivo pelo francês Sébastien Ogier ao volante de um Volkswagen Polo R WRC, naquela que foi a sua 3ª vitória da temporada.

## Antes do rali
O rali foi precedido do "Fafe Rali Sprint", uma prova de exibição nos famosos troços de Fafe que foi ganha por Sebástien Ogier, a que assistiram cerca de 140.000 espectadores.
O líder do campeonato, Sebastien Ogier foi o primeiro na estrada na primeira etapa, mas a sua desvantagem foi parcialmente anulada já que choveu nos dias anteriores ao rali e as estradas algarvias alternavam troços secos com troços com piso molhado e escorregadio, o que tornou difícil a escolha da mistura dos pneus por parte dos pilotos. Sébastien Ogier liderou o rali desde a Super Especial de Lisboa até à última especial da primeira etapa (PEC 7), terminando atrás de Mikko Hirvonen (1º) e Ott Tanak (2º). Dani Sordo chegou a liderar o rali após vencer as PEC 2 e PEC 3 com o Hyundai i20 WRC.
Na segunda etapa Sébastien Ogier impôs um ritmo diabólico retomando a liderança e rapidamente se afastando de um impotente Mikko Hirvonen . Mads Ostberg terminou no último lugar do pódio. Dani Sordo depois de um início promissor, desistiu no início do último dia (devido a uma avaria mecânica, quando se dirigia para a partida da PEC 14), quando se encontrava em quarto lugar no geral.
Este rali foi marcado pelo elevado número de acidentes entre os melhores pilotos: Jari -Matti Latvala , Kris Meeke , Elfyn Evans e Robert Kubica (que viria a capotar novamente no 2º dia do rali).
Campeonato Nacional ->descrever a prova dos portugueses

## Lista de participantes
Participaram na prova 15 WRC's, 20 WRC 2 divididos entre RRC, R5 e Super 2000). Este evento foi também a 1ª prova do Junior WRC que contou com 14 participantes, que pontuaram simultâneamente para o WRC 3 (naquela que foi o seu 1º verdadeiro rali, dada a fraca adesão nas provas anteriores).
| Principais Participantes | Principais Participantes                 | Principais Participantes | Principais Participantes | Principais Participantes | Principais Participantes      | Principais Participantes |
| Nº.                      | Equipa                                   | InscritoCampeonato       | Piloto                   | Navegador                | Carro                         | Pneus                    |
| ------------------------ | ---------------------------------------- | ------------------------ | ------------------------ | ------------------------ | ----------------------------- | ------------------------ |
| 1                        | Volkswagen Motorsport                    | WRC                      | Sébastien Ogier          | Julien Ingrassia         | Volkswagen Polo R WRC         | M                        |
| 2                        | Volkswagen Motorsport                    | WRC                      | Jari-Matti Latvala       | Miikka Anttila           | Volkswagen Polo R WRC         | M                        |
| 3                        | Citroën Total Abu Dhabi WRT              | WRC                      | Kris Meeke               | Paul Nagle               | Citroën DS3 WRC               | M                        |
| 4                        | Citroën Total Abu Dhabi WRT              | WRC                      | Mads Østberg             | Jonas Andersson          | Citroën DS3 WRC               | M                        |
| 5                        | M-Sport Ltd.                             | WRC                      | Mikko Hirvonen           | Jarmo Lehtinen           | Ford Fiesta RS WRC            | M                        |
| 6                        | M-Sport Ltd.                             | WRC                      | Elfyn Evans              | Daniel Barritt           | Ford Fiesta RS WRC            | M                        |
| 7                        | Hyundai Shell WRT                        | WRC                      | Thierry Neuville         | Nicolas Gilsoul          | Hyundai i20 WRC               | M                        |
| 8                        | Hyundai Shell WRT                        | WRC                      | Juho Hänninen            | Tomi Tuominen            | Hyundai i20 WRC               | M                        |
| 9                        | Volkswagen Motorsport II                 | WRC                      | Andreas Mikkelsen        | Mikko Markkula           | Volkswagen Polo R WRC         | M                        |
| 10                       | RK M-Sport World Rally Team              | WRC                      | Robert Kubica            | Maciej Szczepaniak       | Ford Fiesta RS WRC            | M                        |
| 11                       | M-Sport Ltd.                             | WRC                      | Ott Tänak                | Raigo Mõlde              | Ford Fiesta RS WRC            | M                        |
| 12                       | Citroën Total Abu Dhabi World Rally Team | WRC                      | Khalid Al Qassimi        | Chris Patterson          | Citroën DS3 WRC               | M                        |
| 16                       | Adapta Motorsport                        | WRC                      | Henning Solberg          | Ilka Minor               | Ford Fiesta RS WRC            | P                        |
| 20                       | Hyundai Shell World Rally Team           | WRC                      | Dani Sordo               | Marc Martí               | Hyundai i20 WRC               | M                        |
| 21                       | Jipocar Czech National Team              | WRC                      | Martin Prokop            | Jan Tománek              | Ford Fiesta RS WRC            | M                        |
| 32                       | Darnitsa Motorsport                      | WRC-2                    | Yuriy Protasov           | Pavlo Cherepin           | Ford Fiesta R5                | M                        |
| 33                       | www.Rallyproject.com srl                 | WRC-2                    | Massimiliano Rendina     | Mario Pizzuti            | Mitsubishi Lancer Evo X       | P                        |
| 35                       | Drive DMACK                              | WRC-2                    | Jari Ketomaa             | Kaj Lindström            | Ford Fiesta R5                | D                        |
| 36                       | Robert Barrable                          | WRC-2                    | Robert Barrable          | Stuart Loudon            | Ford Fiesta R5                | D                        |
| 37                       | FWRT s.r.l.                              |                          | Lorenzo Bertelli         | Mitia Dotta              | Ford Fiesta R5                | P                        |
| 38                       | Fredrik Åhlin                            | WRC-2                    | Fredrik Åhlin            | Morten Erik Abrahamsen   | Ford Fiesta R5                | D                        |
| 39                       | Eurolamp World Rally Team                | WRC-2                    | Valeriy Gorban           | Volodymyr Korsia         | MINI John Cooper Works WRC    | P                        |
| 40                       | Nasser Al-Attiyah                        | WRC-2                    | Nasser Al-Attiyah        | Giovanni Bernacchini     | Ford Fiesta RRC               | M                        |
| 41                       | Nicolás Fuchs                            | WRC-2                    | Nicolás Fuchs            | Fernando Mussano         | Ford Fiesta RRC               | D                        |
| 42                       | Pontus Tidemand                          | WRC-2                    | Pontus Tidemand          | Ola Floene               | Ford Fiesta R5                | M                        |
| 43                       | Bernardo Sousa                           | WRC-2                    | Bernardo Sousa           | Hugo Magalhaes           | Ford Fiesta RRC               | P                        |
| 44                       | Julien Maurin                            | WRC-2                    | Julien Maurin            | Nicolas Klinger          | Ford Fiesta RRC               | P                        |
| 45                       | Bosowa Rally Team                        | WRC-2                    | Subhan Aksa              | Nicola Arena             | Ford Fiesta RRC               | M                        |
| 46                       | Skydive Dubai Rally Team                 | WRC-2                    | Rashid Al Ketbi          | Karina Hepperle          | Ford Fiesta R5                |                          |
| 47                       | A.Al-Kuwari Qatar                        | WRC-2                    | Abdulaziz Al-Kuwari      | Killian Duffy            | Ford Fiesta RRC               | M                        |
| 48                       | AT Rally Team                            | WRC-2                    | Martin Kangur            | Andres Ots               | Ford Fiesta S2000             | M                        |
| 49                       | Martin McCormack                         | WRC-2                    | Martin McCormack         | David Moynihan           | Ford Fiesta R5                | H                        |
| 50                       | Marco Vallario                           | WRC-2                    | Marco Vallario           | Antonio Pascale          | Mitsubishi Lancer Evo X       |                          |
| 52                       | Simone Tempestini                        | WRC-3/J-WRC              | Simone Tempestini        | Dorin Pulpea             | Citroën DS3 R3T               | M                        |
| 53                       | Aron Domzala                             | WRC-3/J-WRC              | Aron Domzala             | Przemek Zawada           | Citroën DS3 R3T               | M                        |
| 54                       | ADAC Team Weser-Ems e.V.                 | WRC-3/J-WRC              | Christian Riedemann      | Lara Vanneste            | Citroën DS3 R3T               | M                        |
| 55                       | Quentin Giordano                         | WRC-3/J-WRC              | Quentin Giordano         | Guillaume Duval          | Citroën DS3 R3T               | M                        |
| 56                       | Martin Koči                              | WRC-3/J-WRC              | Martin Koči              | Lukáš Kostka             | Citroën DS3 R3T               | M                        |
| 57                       | Stéphane Lefebvre                        | WRC-3/J-WRC              | Stéphane Lefebvre        | Thomas Dubois            | Citroën DS3 R3T               | M                        |
| 58                       | Molly Taylor                             | WRC-3/J-WRC              | Molly Taylor             | Coral Taylor             | Citroën DS3 R3T               | M                        |
| 59                       | Team Jaga Motorsport                     | WRC-3/J-WRC              | Panikos Polykarpou       | Gerald Winter            | Citroën DS3 R3T               | M                        |
| 60                       | Sylvain Michel                           | WRC-3/J-WRC              | Sylvain Michel           | Gwenola Marie            | Citroën DS3 R3T               | M                        |
| 61                       | Frederico Della Casa                     | WRC-3/J-WRC              | Frederico Della Casa     | Domenico Pozzi           | Citroën DS3 R3T               | M                        |
| 62                       | Alastair Fisher                          | WRC-3/J-WRC              | Alastair Fisher          | Gordon Noble             | Citroën DS3 R3T               | M                        |
| 63                       | Wurmbrand Racing Team                    | WRC-3/J-WRC              | Kornél Lukács            | Márk Mesterházi          | Citroën DS3 R3T               | M                        |
| 64                       | Czech National Team                      | WRC-3/J-WRC              | Jan Černý                | Pavel Kohout             | Citroën DS3 R3T               | M                        |
| 65                       | Simone Campedelli                        | WRC-3/J-WRC              | Simone Campedelli        | Danilo Fappani           | Citroën DS3 R3T               | M                        |
| 70                       | Karl Kruuda                              | WRC-2                    | Karl Kruuda              | Martin Järveoja          | Ford Fiesta S2000             | M                        |
| 71                       | Ricardo Moura                            | POR                      | Ricardo Moura            | António Costa            | Škoda Fabia S2000             |                          |
| 72                       | Juan Carlos Alonso                       | WRC-2                    | Juan Carlos Alonso       | Juan Pablo Monasterolo   | Mitsubishi Lancer Evo X       |                          |
| 73                       | Pedro Meireles                           | POR                      | Pedro Meireles           | Mário Castro             | Škoda Fabia S2000             | -                        |
| 74                       | Adruzilo Lopes                           | POR                      | Adruzilo Lopes           | Vasco Ferreira           | Subaru Impreza                | -                        |
| 75                       | Rui Madeira                              | POR                      | Rui Madeira              | Nuno R. Silva            | Ford Fiesta R5                | -                        |
| 76                       | João Barros                              | POR                      | João Barros              | Jorge Henriques          | Ford Fiesta R5                | -                        |
| 78                       | Ricardo Teodósio                         | POR                      | Ricardo Teodósio         | José Teixeira            | Mitsubishi Lancer Evolution X | -                        |
| 84                       | Sirbb Kuwait                             | WRC-2                    | Salah Bin Eidan          | Alex Gelsomino           | Ford Fiesta R5                |                          |

| Icon  | Categoria                                  |
| ----- | ------------------------------------------ |
| WRC   | WRC pontuaveis para o campeonato marcas    |
| WRC   | Não pontuáveis para o campeonato de marcas |
| WRC-2 | Inscrito no WRC-2 championship             |
| WRC-3 | Inscrito no WRC-3 championship             |
| J-WRC | Inscrito no Junior WRC championship        |
| POR   | Inscrito no Campeonato Nacional de Ralis   |

## Resultados

### Resultados do Rali
| Pos.                           | Nº                  | Piloto              | Co-Piloto            | Equipa                         | Carro                         | Categoria           | Tempo               | Diferença           | Pontos              |
| Classificação Geral            | Classificação Geral | Classificação Geral | Classificação Geral  | Classificação Geral            | Classificação Geral           | Classificação Geral | Classificação Geral | Classificação Geral | Classificação Geral |
| ------------------------------ | ------------------- | ------------------- | -------------------- | ------------------------------ | ----------------------------- | ------------------- | ------------------- | ------------------- | ------------------- |
| 1                              | 1                   | Sébastien Ogier     | Julien Ingrassia     | Volkswagen Motorsport          | Volkswagen Polo R WRC         | WRC                 | 3:33:20.4           | 0.00                | 28                  |
| 2                              | 5                   | Mikko Hirvonen      | Jarmo Lehtinen       | M-Sport WRT                    | Ford Fiesta RS WRC            | WRC                 | 3:34:03.6           | +43.2               | 18                  |
| 3                              | 4                   | Mads Østberg        | Jonas Andersson      | Citroën Total Abu Dhabi WRT    | Citroën DS3 WRC               | WRC                 | 3:34:32.8           | +1:12.4             | 16                  |
| 4                              | 9                   | Andreas Mikkelsen   | Mikko Markkula       | Volkswagen Motorsport II       | Volkswagen Polo R WRC         | WRC                 | 3:38:10.9           | +4:50.5             | 12                  |
| 5                              | 16                  | Henning Solberg     | Ilka Minor           | Henning Solberg                | Ford Fiesta RS WRC            | WRC                 | 3:38:30.6           | +5:10.2             | 10                  |
| 6                              | 21                  | Martin Prokop       | Jan Tománek          | Jipocar Czech National Team    | Ford Fiesta RS WRC            | WRC                 | 3:41:47.6           | +8:27.2             | 8                   |
| 7                              | 7                   | Thierry Neuville    | Nicolas Gilsoul      | Hyundai Shell World Rally Team | Hyundai i20 WRC               | WRC                 | 3:41:52.7           | +8:32.3             | 6                   |
| 8                              | 8                   | Juho Hänninen       | Tomi Tuominen        | Hyundai Shell World Rally Team | Hyundai i20 WRC               | WRC                 | 3:42:12.0           | +8:51.6             | 4                   |
| 9                              | 40                  | Nasser Al-Attiyah   | Giovanni Bernacchini | Nasser Al-Attiyah              | Ford Fiesta RRC               | WRC-2               | 3:43:35.1           | +10:14.7            | 2                   |
| 10                             | 35                  | Jari Ketomaa        | Kaj Lindström        | Drive DMACK                    | Ford Fiesta R5                | WRC-2               | 3:43:46.7           | +10:26.3            | 1                   |
| 11                             | 42                  | Pontus Tidemand     | Ola Floene           | Pontus Tidemand                | Ford Fiesta R5                | WRC-2               | 3:45:42.1           | +12:21.7            |                     |
| WRC-3/Junior WRC               |                     |                     |                      |                                |                               |                     |                     |                     |                     |
| 1                              | 57                  | Stéphane Lefebvre   | Thomas Dubois        | Stéphane Lefebvre              | Citroën DS3 R3T               | WRC-3               | 4:02:51.8           | 0.00                | 25                  |
| 2                              | 54                  | Christian Riedemann | Lara Vanneste        | Christian Riedemann            | Citroën DS3 R3T               | WRC-3               | 4:03:54.5           | +1:02.7             | 18                  |
| 3                              | 56                  | Martin Koči         | Lukáš Kostka         | Martin Koči                    | Citroën DS3 R3T               | WRC-3               | 4:06:22.4           | +3:30.6             | 15                  |
| Campeonato Nacional de Ralis 1 |                     |                     |                      |                                |                               |                     |                     |                     |                     |
| 1                              | 73                  | Pedro Meireles      | Mário Castro         | Pedro Meireles                 | Škoda Fabia S2000             | POR                 | 1:33:33.1           | 0.00                | 25,5                |
| 2                              | 71                  | Ricardo Moura       | António Costa        | Ricardo Moura                  | Škoda Fabia S2000             | POR                 | 1:33:59.0           | +25.9               | 18,5                |
| 3                              | 78                  | Ricardo Teodósio    | José Teixeira        | Ricardo Teodósio               | Mitsubishi Lancer Evolution X | POR                 | 1:35:05.8           | +1:32.7             | 15                  |
| Classificação dos Portugueses  |                     |                     |                      |                                |                               |                     |                     |                     |                     |
| 1                              | 43                  | Bernardo Sousa      | Hugo Magalhaes       | Bernardo Sousa                 | Ford Fiesta RRC               | WRC-2               | 3:50:03.4           | +16:43.0            |                     |
| 2                              | 75                  | Rui Madeira         | Nuno R. Silva        | Rui Madeira                    | Ford Fiesta R5                | POR                 | 4:00:37.3           | +27:16.9            |                     |
| 3                              | 76                  | João Barros         | Jorge Henriques      | João Barros                    | Ford Fiesta R5                | POR                 | 4:02:34.5           | +29:14.1            |                     |

↑1  - Para o Campeonato Nacional de Ralis contam apenas as primeiras 7 classificativas especiais (primeiro dia).

### Classificativas especiais
| Dia           | Especial | Nome                  | Distância | Vencedor           | Carro                 | Tempo   | Líder da Prova  |
| ------------- | -------- | --------------------- | --------- | ------------------ | --------------------- | ------- | --------------- |
| 1ª Et (3 Abr) | SS1      | SSS Lisboa            | 3.27 km   | Sébastien Ogier    | Volkswagen Polo R WRC | 2:52.7  | Sébastien Ogier |
| 1ª Et (4 Abr) | SS2      | Silves 1              | 21.52 km  | Dani Sordo         | Hyundai i20 WRC       | 12:25.5 | Sébastien Ogier |
| 1ª Et (4 Abr) | SS3      | Ourique 1             | 20.70 km  | Dani Sordo         | Hyundai i20 WRC       | 12:20.8 | Dani Sordo      |
| 1ª Et (4 Abr) | SS4      | Almodôvar 1           | 26.48 km  | Jari-Matti Latvala | Volkswagen Polo R WRC | 16:31.8 | Sébastien Ogier |
| 1ª Et (4 Abr) | SS5      | Silves 2              | 21.50 km  | Sébastien Ogier    | Volkswagen Polo R WRC | 11:53.8 | Sébastien Ogier |
| 1ª Et (4 Abr) | SS6      | Ourique 2             | 20.70 km  | Thierry Neuville   | Hyundai i20 WRC       | 12:10.4 | Sébastien Ogier |
| 1ª Et (4 Abr) | SS7      | Almodôvar 2           | 26.48 km  | Mikko Hirvonen     | Ford Fiesta RS WRC    | 16:27.6 | Mikko Hirvonen  |
| 2ª Et (5 Abr) | SS8      | Santa Clara 1         | 19.09 km  | Sébastien Ogier    | Volkswagen Polo R WRC | 12:23.0 | Mikko Hirvonen  |
| 2ª Et (5 Abr) | SS9      | Santana da Serra 1    | 31.90 km  | Sébastien Ogier    | Volkswagen Polo R WRC | 23:10.2 | Sébastien Ogier |
| 2ª Et (5 Abr) | SS10     | Malhão 1              | 22.15 km  | Jari-Matti Latvala | Volkswagen Polo R WRC | 13:58.1 | Sébastien Ogier |
| 2ª Et (5 Abr) | SS11     | Santa Clara 2         | 19.09 km  | Sébastien Ogier    | Volkswagen Polo R WRC | 12:04.7 | Sébastien Ogier |
| 2ª Et (5 Abr) | SS12     | Santana da Serra 2    | 31.90 km  | Sébastien Ogier    | Volkswagen Polo R WRC | 23:00.6 | Sébastien Ogier |
| 2ª Et (5 Abr) | SS13     | Malhão 2              | 22.15 km  | Sébastien Ogier    | Volkswagen Polo R WRC | 13:49.2 | Sébastien Ogier |
| 3ª Et (6 Abr) | SS14     | Loulé 1               | 13.83 km  | Jari-Matti Latvala | Volkswagen Polo R WRC | 8:57.8  | Sébastien Ogier |
| 3ª Et (6 Abr) | SS15     | S. Brás de Alportel 1 | 16.21 km  | Mads Østberg       | Citroën DS3 WRC       | 11:38.7 | Sébastien Ogier |
| 3ª Et (6 Abr) | SS16     | Loulé 2 (Power Stage) | 13.83 km  | Sébastien Ogier    | Volkswagen Polo R WRC | 8:41.7  | Sébastien Ogier |

### Power Stage
A "Power stage" foi uma especial com 52,30 km disputada no final do rali.
| Pos | Piloto             | Carro                 | Tempo  | Diff. | Pontos |
| --- | ------------------ | --------------------- | ------ | ----- | ------ |
| 1   | Sébastien Ogier    | Volkswagen Polo R WRC | 8:41.7 | 0.0   | 3      |
| 2   | Jari-Matti Latvala | Volkswagen Polo R WRC | 8:45.0 | +3.3  | 2      |
| 3   | Mads Østberg       | Citroën DS3 WRC       | 8:46.0 | +4.3  | 1      |

## Classificação dos Campeonatos após a prova
| Pos. | Piloto             | Pontos |
| ---- | ------------------ | ------ |
| 1    | Sebastien Ogier    | 91     |
| 2    | Jari-Matti Latvala | 62     |
| 3    | Mads Ostberg       | 48     |
| 4    | Andreas Mikkelsen  | 36     |
| 5    | Mikko Hirvonen     | 36     |

| Pos. | Construtores             | Pontos |
| ---- | ------------------------ | ------ |
| 1    | Volkswagen Motorsport    | 144    |
| 2    | Citroën World Rally Team | 75     |
| 3    | M-Sport World Rally Team | 60     |
| 4    | Hyundai World Rally Team | 45     |
| 5    | Volkswagen Motorsport II | 40     |

| Pos. | Piloto           | Pontos |
| ---- | ---------------- | ------ |
| 1    | Pedro Meireles   | 77,5   |
| 2    | Ricardo Moura    | 40     |
| 3    | Ricardo Teodósio | 31     |
| 4    | Rui Madeira      | 30     |
| 5    | Diogo Salvi      | 30     |

### Outros
| Pos. | Piloto            | Pontos |
| ---- | ----------------- | ------ |
| 1    | Yuriy Protasov    | 60     |
| 2    | Lorenzo Bertelli  | 44     |
| 3    | Karl Kruuda       | 37     |
| 4    | Jari Ketomaa      | 36     |
| 5    | Nasser Al-Attiyah | 25     |

| Pos. | Piloto              | Pontos |
| ---- | ------------------- | ------ |
| 1    | Quentin Gilbert     | 25     |
| 2    | Stéphane Lefebvre   | 25     |
| 3    | Christian Riedemann | 18     |
| 4    | Martin Koči         | 15     |
| 5    | Federico della Casa | 12     |

| Pos. | Piloto              | Pontos |
| ---- | ------------------- | ------ |
| 1    | Stéphane Lefebvre   | 25     |
| 2    | Christian Riedemann | 18     |
| 3    | Martin Koči         | 15     |
| 4    | Federico della Casa | 12     |
| 5    | Simone Campedelli   | 10     |